# Jordan Staal
Jordan Staal (Thunder Bay, Ontario, 10 de septiembre de 1988), apodado Gronk, Shorty Jordy o Jordy, entre otros, es un jugador profesional canadiense de hockey sobre hielo que se desempeña en la posición de centro en Carolina Hurricanes, equipo de la National Hockey League (NHL).

## Carrera
Fue seleccionado en la primera ronda en la NHL Entry Draft de 2006. Hizo su debut profesional con el equipo Pittsburgh Penguins, en el cual jugó seis temporadas (2006-2012), después pasó a Carolina Hurricanes, donde lleva jugando doce temporadas.